# Tylos ponticus
Tylos ponticus is een pissebed uit de familie Tylidae. De wetenschappelijke naam van de soort is voor het eerst geldig gepubliceerd in 1874 door Grebnitsky.